# Klippboningar
Klippboningar är bostäder uppförda på avsatser av klippor och bråddjup eller urholkade, helt och hållet eller delvis, i klippväggar. Sådana bostäder finns i Nordamerikas förenta stater inom Klippiga bergen, i södra Utah, Colorado, Arizona och New Mexico, där floderna gjort nedskärningar i platåerna, vilka är kända under namnet cañons. Det är på dessas väggar man anträffar dessa egendomliga byggnader.
De forna inbyggare var sannolikt besläktade med de nu i dessa trakter bosatte puebloindianerna. Klippfolkets civilisation var i många avseenden likartad med vår tids pueblos, även om de senare i fråga om byggnadskonst och lerkärlstillverkning inte når samma skicklighet.
Många av de nu bebodda pueblos (byar) är i viss mening sammansatta av klippboningar; staden Acoma i New Mexico ligger på en hög klippa och är med svårighet tillgänglig endast genom två smala stigar. Men de egentliga klippboningarna är byggda på avsatser i cañonväggarna och svåra att nå utan repstegar.
Bostäderna växla i storlek med det utrymme, som erbjöds. Stundom ligger de i 3–4 rader över varandra och är avdelade i många små rum, i alla avseenden liknande de stora gemensamhetsbyggnader, som bildar några av de förnämsta bebodda pueblos. Väggarna är vanligen av huggen sten, ibland av soltorkat tegel (adobe). Stentorn fanns vanligen i närheten, och närvaron av ruiner på cañons odlingsbara botten tyder på att klippboningarna var tillflyktsorter i händelse av anfall, snarare än ordinarie bostäder. I några fall är bostädernas yttervägg så väl gjord, att den knappast kan urskiljas från omgivningen.
Gustaf E.A. Nordenskiöld undersökte sommaren 1891 ett större antal klippboningar i sydvästra Colorado Det råder inget tvivel om att klippfolket, som stod på stenålderns ståndpunkt, drivit jordbruk i ganska stor skala. Därom vittnar den mängd av majs som påträffas i ruinerna. Jämte majs odlades även bönor och pumpor, bomull användes till finare vävnader, yuccaplantans blad till flätning av korgar, sandaler, rep och nätlika vävnader, av vilket man funnit rester i klippboningarna. Sannolikt hölls kalkoner som husdjur. Spillning i mängd av dessa djur och även nålar och dyligt tillverkade av deras ben har anträffats. I konsten att tillverka och ornera lerkärl samt i byggnadskonsten intog klippfolket en mycket hög ståndpunkt. Även i cañons i Klippbergens södra fortsättning, Sierra Madre-bergen inom Mexiko, har liknande klipphusboningar blivit konstaterade (och beskrivna) av Carl Lumholtz expedition, huvudsakligen inom staten Chihuahua. Tarahumara- och pimasindianer påträffades där ännu allmänt boende i floddalarnas grottor.
Av en särskild typ är de grotthus, som bebotts av eskimåiska fiskare vid Berings sund. Dessa är delvis urholkade i klippväggar, men har branta utbyggnader av drivved och pålar samt är täckta med hudar och jord.
Även i Gamla världen är klippboningar ingalunda okända. De märkligaste är måhända de på ön Santorini, vilken utgör större delen av randen av en krater, som varit verksam i historisk tid. Vid norra ändan av denna kraterrand ligger staden Epanomeria, som består av flera rader hus, dels byggda på avsatser, dels urholkade i klippan. Den lägsta raden ligger omkr. 120 m.ö.h, den högsta nära klippans topp. En väg i sicksack och trappor ger tillträde till husen. Ruinstaden Petra och dess omgivning lämna också exempel på klippboningar. På ön Menorca finns en förhistorisk cañonstad liknande de nymexikanska klippstäderna.